# Мацьковичі (Підляське воєводство)
Мацьковичі (Мацьковіче, пол. Maćkowicze) — село в Польщі, у гміні Мельник Сім'ятицького повіту Підляського воєводства. Населення — 178 осіб (2011).

## Історія
Вперше згадується 1616 року як поселення млинаря і фолюшника Мацьковича.
У 1975—1998 роках село належало до Білостоцького воєводства.

## Демографія
Демографічна структура станом на 31 березня 2011 року:
|          | Загалом | Допрацездатний вік | Працездатний вік | Постпрацездатний вік |
| -------- | ------- | ------------------ | ---------------- | -------------------- |
| Чоловіки | 77      | 16                 | 55               | 6                    |
| Жінки    | 101     | 14                 | 61               | 26                   |
| Разом    | 178     | 30                 | 116              | 32                   |